# Geoportal

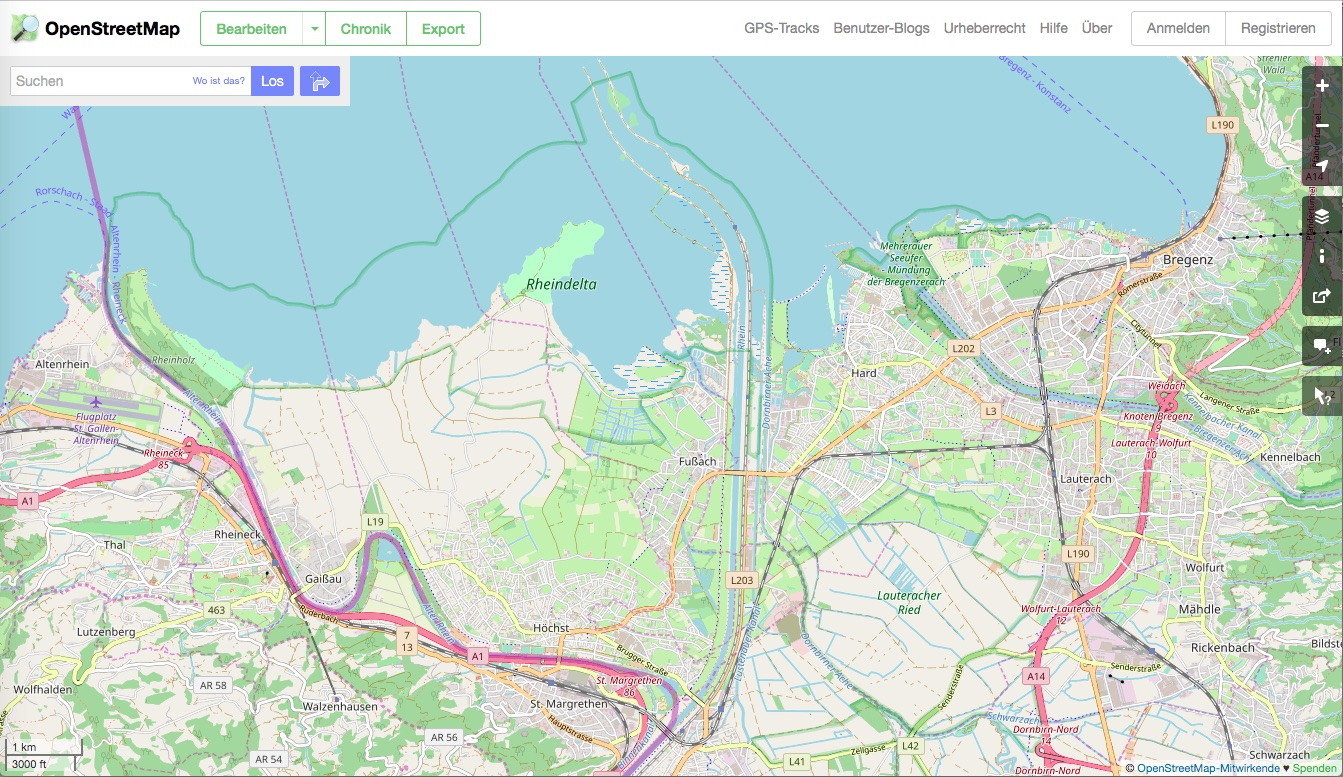
OpenStreetMap als Beispiel für ein modernes Geoportal

Ein Geoportal ist ein spezielles Webportal, das eine Suche nach und einen Zugriff auf digitale geographische Informationen (Geodaten) und auf geographische Dienste (Darstellung, Editierung, Analyse) über das Internet mit Hilfe eines Webbrowsers ermöglicht. Ein Geoportal stellt somit ein Online-Geoinformationssystem (GIS) dar und ist eine Ausprägung eines Web GIS, bei dem der Webbrowser als GIS-Client fungiert.
Anbieter von geographischen Informationen wie Verwaltungen, Unternehmen oder Organisationen setzen Geoportale ein, um ihre Geodaten sowie Metadaten für potenzielle Nutzer zugänglich und nutzbar zu machen.

## Definition im Gesetzestext (Deutschland)
Im Geodatenzugangsgesetz der Bundesrepublik Deutschland wird das Geoportal in § 3 Absatz 6 wie folgt definiert:
„Geoportal ist eine elektronische Kommunikations-, Transaktions- und Interaktionsplattform, die über Geodatendienste und weitere Netzdienste den Zugang zu den Geodaten ermöglicht.“

### Deutschland
- Geoportal Deutschland (Geoportal.DE)
- Geoportal Baden-Württemberg
- Geoportal Bayern
- Geoportal Berlin
- Geoportal Brandenburg
- Geoportal Bremen
- Geoportal Hamburg
- Geoportal Hessen
- Geoportal Mecklenburg-Vorpommern
- Geoportal Niedersachsen
- Geoportal NRW
- Geoportal Rheinland-Pfalz
- Geoportal Saarland
- Geoportal Sachsenatlas
- Geoportal Sachsen-Anhalt
- Geoportal Schleswig-Holstein
- Geoportal Thüringen

### Österreich
- Geoportal des Bundesamtes für Eich- und Vermessungswesen BEV (Österreich)
- Geoportal der österreichischen Länder. Abgerufen am 30. Dezember 2024.

### Schweiz
- Geoportal Bund (Schweiz)
- Geoportal Kanton Glarus (Schweiz)
- Geoportal Kanton Thurgau (Schweiz)
- Geoportal Kanton Appenzell Innerrhoden (Schweiz)
- Geoportal Kanton Appenzell Ausserrhoden (Schweiz)
- Geoportal Kanton St.Gallen (Schweiz)
- Geoportal Ostschweizer Interessensgemeinschaft (IGGIS) (Schweiz)

### Open Content
- Geoportal von OpenStreetMap (international)